# Tomáš Bouzek
Tomáš Bouzek (* 24. července 1975 Plzeň) je český politik, advokát a vysokoškolský pedagog, v letech 2016 až 2024 zastupitel Jihočeského kraje (navíc v letech 2022 až 2024 radní kraje), od roku 2010 zastupitel města Českých Budějovic (mezi lety 2010 a 2015 také postupně radní a náměstek primátora, od roku 2018 opět náměstek primátora), člen TOP 09.

## Život
Po absolvování gymnázia v Písku vystudoval v letech 1993 až 1998 Právnickou fakultu Univerzity Karlovy v Praze a v roce 2002 složil úspěšně na téže fakultě rigorózní zkoušku (získal tak titul JUDr.). Navíc v letech 1993 až 1999 vystudoval Vysokou školu ekonomickou v Praze (a získal další titul Ing.).
Pracoval jako advokátní koncipient v Českých Budějovicích, od roku 2002 má ve městě soukromou právnickou praxi. V letech 2005 až 2006 přednášel trestní právo na Jihočeské univerzitě v Českých Budějovicích a od roku 2006 přednáší také na Vysoké škole evropských a regionálních studií.
Tomáš Bouzek je ženatý. Žije v Českých Budějovicích.

## Politické působení
Od roku 2009 je členem TOP 09. V minulosti byl členem Regionálního výboru TOP 09 České Budějovice a Krajského výboru TOP 09 Jihočeský kraj. V červnu 2015 se stal předsedou jihočeské krajské organizace TOP 09.
V komunálních volbách v roce 2010 byl zvolen zastupitelem města České Budějovice, když vedl tamní kandidátku TOP 09. Následně se stal v listopadu 2010 neuvolněným radním. Ve volbách v roce 2014 post zastupitele města obhájil a po koaličních vyjednáváních byl v listopadu 2014 zvolen náměstkem primátora pro majetek města. V červnu 2015 se ale městská koalice rozpadla a z funkce náměstka byl odvolán.
V krajských volbách v roce 2012 kandidoval za TOP 09 v rámci subjektu „TOP 09 a Starostové pro Jihočeský kraj“ do Zastupitelstva Jihočeského kraje, ale neuspěl. Krajským zastupitelem se stal až po volbách v roce 2016, když kandidoval jako člen TOP 09 za subjekt „PRO JIŽNÍ ČECHY – Starostové, HOPB a TOP 09“.
Stejně tak za TOP 09 kandidoval v Jihočeském kraji ve volbách do Poslanecké sněmovny PČR v roce 2013, ale do Sněmovny se nedostal. V krajských volbách v roce 2020 obhájil jako člen TOP 09 na kandidátce subjektu „TOP 09 a KDU-ČSL – Společně pro jižní Čechy“ post zastupitele Jihočeského kraje. V letech 2022 až 2024 byl radním kraje. V krajských volbách v roce 2024 opět obhajoval jako člen TOP 09 post zastupitele Jihočeského kraje, a to na kandidátce subjektu „Společně pro jižní Čechy - TOP 09, KDU-ČSL, Tábor 2020“, ale tentokrát neuspěl. Uskupení získalo jen 4,45 % hlasů, do krajského zastupitelstva se nedostalo a mandát krajského zastupitele se mu tak nepodařilo obhájit.